# Ya es hora
C'est l'heure
L'eau-forte Ya es hora (en français C'est l'heure) est une gravure de la série Los caprichos du peintre espagnol Francisco de Goya. Dernière estampe, elle porte le numéro 80 dans la série des 80 gravures. Elle a été publiée en 1799.

## Interprétations de la gravure
Il existe divers manuscrits contemporains qui expliquent les planches des Caprichos. Celui qui se trouve au Musée du Prado est considéré comme un autographe de Goya, mais semble plutôt chercher à dissimuler et à trouver un sens moralisateur qui masque le sens plus risqué pour l'auteur. Deux autres, celui qui appartient à Ayala et celui qui se trouve à la Bibliothèque nationale, soulignent la signification plus décapante des planches.
- Explication de cette gravure dans le manuscrit du Musée du Prado :
Luego que amanece huyen, cada cual para su lado, Brujas, Duendes, visiones y fantasmas. ¡Buena cosa es que esta gente no se deje ver sino de noche y a oscuras! Nadie ha podido averiguar en donde se encierran y ocultan durante el día. El que lograse coger una madriguera de Duendes y las enseñase dentro de una jaula a las 10 de la mañana en la Puerta del Sol, no necesita de otro mayorazgo[2]
(Dès que le jour se lève, ils fuient, chacun de son côté, sorcières, lutins, visions et fantômes. C'est une bonne chose que ces gens ne se laissent voir que la nuit et dans l'obscurité ! Personne n'a pu vérifier où ils s'enferment et se cachent le jour. Celui qui réussira à découvrir une tanière de Lutins et les montrera dans une cage à 10 heures du matin à la Puerta del Sol, n'a pas besoin d'un autre majorat)[3].

- Manuscrit de Ayala :
Los obispos y canónigos se llevan una vida ociosa y regalada, desperezándose, roncando y cantando sin ser útiles a sus semejantes
(Les évêques et chanoines mènent une vie oisive et douce, s'étirant, ronflant et chantant sans être utiles à leurs semblables)[3].

- Manuscrit de la Bibliothèque nationale :
Los obispos y canónigos después de dormir a pierna suelta, se levantan tarde para ir a misa; bostezan; se desperezan y no piensan más que en darse buena vida sin trabajar nada. Uno lleva como figurando el roquete[4] las patillas[5] y articulaciones de los chiquillos que malogran por la masturbación
(Les évêques et chanoines après avoir dormi à poings fermés, se lèvent tard pour aller à la messe ; ils baillent, s'étirent et ne pensent qu'à rien d'autre qu'à passer du bon temps sans rien faire. Un lève sous un semblant de "roquete", des pattes et des jambes de gamins qui ne se développent pas à cause de la masturbation)[3].

Goya dessine une dernière charge contre les religieux. C'est l'heure de chasser tous les lutins et démons qui ont hanté ces 80 estampes.

## Technique de la gravure
L'estampe mesure 214 × 151 mm sur une feuille de papier de 306 × 201 mm.
Goya a utilisé l'eau-forte, l'aquatinte brunie, la pointe sèche et le burin. Dans l'angle supérieur droit : « 80. ».

## Catalogue
- Numéro de catalogue G02168 de l'estampe au Musée du Prado.
- Numéro de catalogue 51-1-10-80 de l'estampe au Musée Goya de Castres.
- Numéros de catalogue ark:/12148/btv1b84519033 et ark:/12148/btv1b84519018 de l'estampe chez Gallica.